# Atolladero
Atolladero és una pel·lícula de 1995 dirigida per Óscar Aibar. És una història de ciència-ficció amb una ambientació de western apocalíptic i rodada a les Bardenas Reales. Es tracta de l'adaptació del còmic que Aibar va escriure amb Miguel Ángel Martín, Atolladero Texas, publicat a les pàgines de la revista Makoki el 1990. La pel·lícula va guanyar el Premi al millor director al Fantafestival de 1996.

## Argument
Any 2048, després d'un desastre nuclear, Atolladero és una ciutat plena de proscrits, un dels pocs ciutadans honrats, Lennie, l'ajudant del Xèrif, vol marxar, però per a fer-ho necessita el permís del veritable amo de l'indret: el jutge Wedley. Lenny es veu embolicat accidentalment en un incident que l'enfronta al jutge, i des de llavors es converteix en objecte d'un joc de «caça de l'home», en què el xèrif i els sequaços del jutge el persegueixen a mort pel desert.